# Agrahar, Raichur
Agrahar là một làng thuộc tehsil Raichur, huyện Raichur, bang Karnataka, Ấn Độ.